# PZL MD-12
PZL MD-12 – polski samolot komunikacyjny bliskiego i średniego zasięgu. Jedyny zbudowany czterosilnikowy samolot polskiej produkcji. 

## Historia
Ministerstwo Transportu 26 listopada 1955 roku sprecyzowało warunki techniczne na samolot pasażerski – miał to być dwusilnikowy, ekonomiczny samolot do lotów na liniach krajowych, dostosowany do przewozu 14 pasażerów. Profesorowie Franciszek Misztal i Leszek Dulęba, w oparciu o koncepcję FM-12 i doświadczenie uzyskane podczas projektowania CSS-12, opracowali projekt takiego samolotu. Zakładano w nim zastosowanie dwóch radzieckich silników ASz-21 i usterzenia ogonowego w układzie T. Przygotowany model samolotu został zaprezentowany przez pracowników Instytutu Lotnictwa podczas pochodu z okazji święta 1 maja.
Z powodu zaprzestania przez ZSRR produkcji silników ASz-21 zdecydowano się na zmianę konfiguracji maszyny na czterosilnikową i zastosowanie silników WN-3 z TS-8 Bies. Tak opracowany projekt nosił wstępne oznaczenie MD-12/4S-bis, następnie przyjęto nazwę MD-12. Zmianie uległa też konstrukcja usterzenia na klasyczne oraz kadłub – zwiększono liczbę miejsc pasażerów do 20. Przewidywano również, że powstaną również inne wersje samolotu dostosowane do celów transportowych, transportu sanitarnego, aerofotogrametrii i innych zadań gospodarczych.
W grudniu 1957 roku prace zostały przeniesione z Instytutu Lotnictwa do nowo utworzonego Ośrodka Konstrukcji Lotniczych WSK-Okęcie, gdzie w latach 1958–1959 opracowano projekt samolotu. Zakładano również, że MD-12 będzie studium wstępnym do zbudowania w Polsce samolotu o napędzie turbośmigłowym.

### Pierwszy prototyp

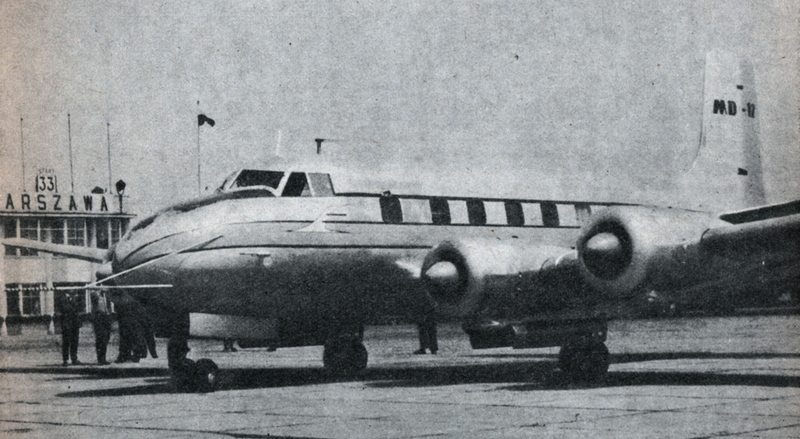
Pierwszy prototyp samolotu PZL MD-12

Pierwszy prototyp został zbudowany do prób statycznych, które ukończono w marcu 1959 roku. Samolot został wyposażony w silniki WN-3B. Oblot został wykonany 21 lipca 1959 roku przez Andrzeja Abłamowicza i Aleksandra Wąsowicza, samolot otrzymał znaki rejestracyjne SP-PAL. Data oblotu została wybrana ze względów propagandowych, pozwoliła zakładom PZL na złożenie 22 lipca władzom państwowym i partyjnym meldunku o spektakularnym osiągnięciu. Próby zostały zakończone oficjalnie 29 września 1959 roku po wykonaniu 15 lotów w czasie 10 godz. 05 min, ale już 6 września 1959 roku samolot został oficjalnie zaprezentowany w locie nad Stadionem Dziesięciolecia podczas Dożynek Centralnych. 11 września na lotnisku Okęcie samolot został zaprezentowany, na ziemi i w locie, przedstawicielom władz oraz szerszej publiczności. Do 7 lipca 1960 roku wykonano na pierwszym prototypie loty trwające łącznie 54 godziny i wydano Opinię wstępną o wyposażeniu kabiny załogi samolotu MD-12. Następnie realizowano próby wytrzymałościowe, sztywnościowe i inne, które 26 listopada 1960 roku doprowadziły do wydania Orzeczenia z Państwowych Prób Kontrolnych prototypu samolotu MD-12. 
W wyniku doświadczeń zebranych podczas testowania pierwszego prototypu przekonstruowano system chłodzenia silników oraz odprowadzania spalin. Dodano pod silnikami dodatkowe chłodnice oleju (z samolotu Jak-12), spaliny były odprowadzane jedną rurą wydechową wyposażoną w tłumik hałasu.

### Drugi prototyp

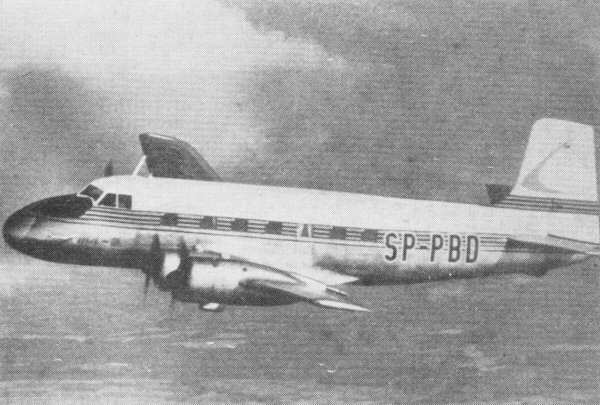
Drugi prototyp MD-12 w locie

Drugi prototyp został zbudowany w wersji pasażerskiej oznaczonej MD-12P i został oblatany 7 stycznia 1961 roku przez Ludwika Natkańca. Otrzymał znaki rozpoznawcze SP-PBD i był wyposażony w silniki WN-3C. 29 kwietnia 1961 roku wydano Sprawozdanie z prób fabrycznych samolotu MD-12 w wersji pasażerskiej. WSK-Okęcie 5 lipca 1961 roku zwróciło się do Instytutu Lotnictwa o przeprowadzenie skróconej próby homologacyjnej, którą prowadzono od 24 do 28 lipca 1961 roku. W trakcie prób stwierdzono, że samolot jest stateczny i sterowny, nawet przy dwóch niepracujących silnikach. Był zdolny do startu i lądowania z użyciem dwóch silników. 16 sierpnia 1961 roku zostało wydane tymczasowe orzeczenie dopuszczające wersję pasażerską samolotu MD-12 "do przewozu pasażerów i towarów w komunikacji lotniczej wewnątrzkrajowej".
W sierpniu 1961 roku samolot został przekazany do obsługi regularnych połączeń w PLL LOT. Był testowany jako samolot mający zastąpić samoloty Douglas DC-3 wykorzystywane na liniach krajowych. W okresie od 28 sierpnia do 30 września wykonał 120 lotów na trasie Warszawa – Rzeszów – Warszawa (łączny czas lotu wyniósł 129 godzin), podczas których przewieziono 1730 pasażerów. Loty odbywały się dwa razy dziennie. W 1962 roku samolot został skierowany do obsługi połączeń czarterowych na linii Warszawa - Poznań - Warszawa, gdzie wykonał kilkanaście lotów. Były to loty związane z obsługą Międzynarodowych Targów Poznańskich.
Samolot nie wszedł do stałej eksploatacji, gdyż znacznie odbiegał od standardu maszyn innych producentów używanych w PLL LOT. Nie posiadał hermetyzowanej kabiny, w kabinie pasażerskiej panował podwyższony hałas, miał mały zasięg i niską prędkość przelotową. Nie bez znaczenia było też pojawienie się pasażerskich samolotów odrzutowych, które były konstrukcjami znacznie nowocześniejszymi od MD-12. Ponadto, w ocenie PLL LOT, niecelowe było wykorzystywanie samolotów mających mniej niż 40 miejsc dla pasażerów. 
W trakcie użytkowania zauważono też pozytywne cech MD-12P, takie jak: krótki start i lądowanie, dobra prędkość wznoszenia oraz możliwość operowania z lotnisk o nawierzchni trawiastej. Ponadto samolot charakteryzował się niskim zużyciem paliwa, co oznaczało mniejsze o połowę koszty eksploatacji od samolotów Li-2 i Ił-14. Z uwagi na zastosowanie czterech silników zapewniał większe bezpieczeństwo lotu. Pozytywnie oceniono też wyposażenie kabiny i to, że konstruktorzy przewidzieli możliwość szybkiego demontażu foteli pasażerskich, co pozwalało na dostosowanie samolotu do celów transportowych. Obsługa samolotu była uproszczona z uwagi na umieszczenie kadłuba i silników nisko nad ziemią.
Samolot MD-12P był użytkowany do 1967 roku i został skasowany.

### Samolot fotogrametryczny

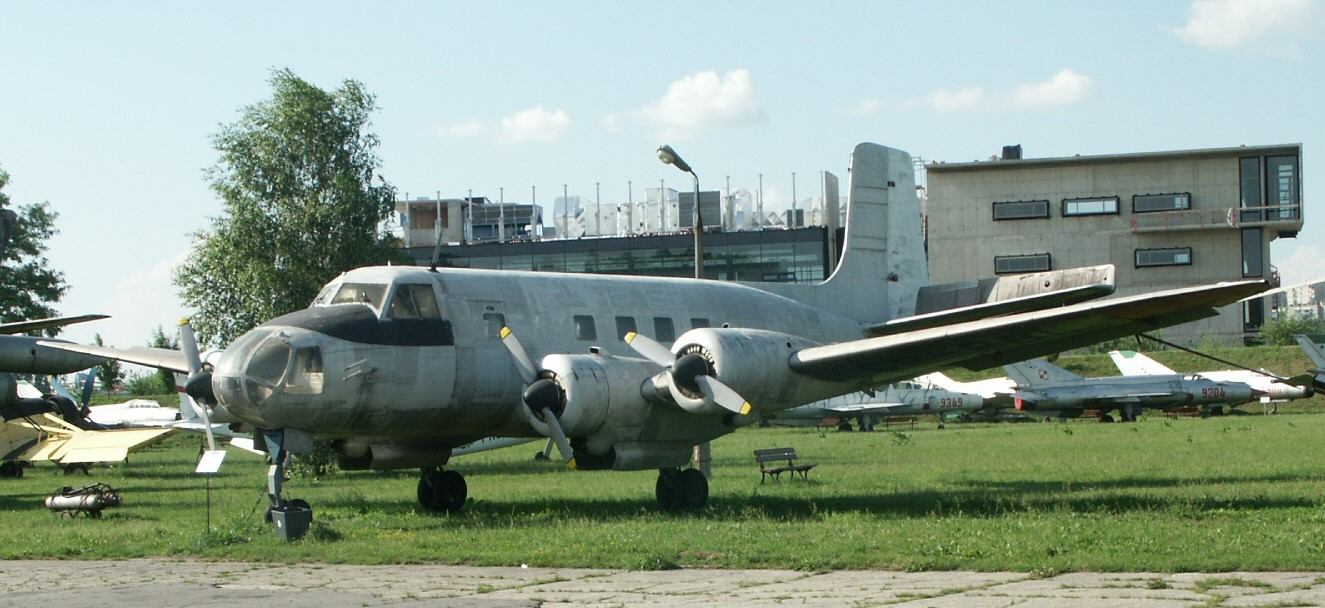
MD-12F w zbiorach Muzeum Lotnictwa Polskiego w Krakowie przed rewitalizacją

Na początku lat 60. istniało duże zapotrzebowanie na zdjęcia lotnicze. Posługiwano się nimi do celów geologicznych, archeologii, rolnictwa, leśnictwa, budownictwa oraz kartografii. Dotychczas używane samoloty Li-2F kończyły swój resurs, dlatego też podjęto decyzję o zbudowaniu trzeciego egzemplarza MD-12 w wersji fotogrametrycznej. Prace nad tą wersją prowadził zespół konstrukcyjny kierowany przez Marcina Fortuńskiego, otrzymała ona oznaczenie MD-12F. Próby naziemne trwały od 15 lipca 1962 roku, 21 lipca dokonano jego oblotu, samolot otrzymał znaki rozpoznawcze SP-PBL. Samolot został oblatany przez Andrzeja Abłamowicza i Jerzego Wyganwskiego. Dokonano daleko idących zmian w konstrukcji maszyny: dodano autopilota, została zwiększona rozpiętość skrzydeł, przód kadłuba został oszklony i umieszczono tam stanowisko nawigatora, zlikwidowano stanowisko prawego pilota, samolot otrzymał bogate wyposażenie nawigacyjne, został dostosowany do lotów w trudnych warunkach atmosferycznych, posiadał centralną instalację tlenową, zmniejszono masę całkowitą z 7500 do 7000 kg. W kabinie nawigatora zamontowano celownik, który umożliwiał precyzyjne ustalenie i kontrolowanie kierunku lotu. Powiększone zostały okna w kabinie pilota, przekonstruowano tablicę przyrządów, w podłodze oraz tylnej części kadłuba dodano dodatkowe otwory do wykonywania zdjęć. Przekonstruowaniu uległo również podwozie – zwiększono jego wysokość, zmieniano koła podwozia głównego na większe (650 x 200 mm) oraz wyposażono je w hamulce hydrauliczne. Pojemność zbiorników paliwa został zwiększona do 1160 litrów, co umożliwiło wykonywanie lotów trwających do 10 godzin. Na pokładzie zainstalowano bogate wyposażenie fotograficzne złożone z czterech aparatów fotograficznych (dwa do fotografii pionowej i dwa do skośnej) a nawet ciemnię do natychmiastowego wywoływania filmów. W podłodze kadłuba wykonano dwa otwory, o wymiarach 0,85 x 1 m, do mocowania aparatów fotograficznych do zdjęć pionowych. Otwory te były zamykane i otwierane z użyciem silników elektrycznych. Ponadto z boku kadłuba zostały dodane dwa otwory do wykonywania zdjęć ukośnych. Załoga został powiększona do 5 osób (pilot, nawigator, radiotelegrafista, dwóch fotooperatorów). Radiotelegrafista w czasie startu i lądowania pełnił funkcję mechanika pokładowego. Samolot, po odpowiedniej adaptacji, mógł być używany również jako transportowy, desantowy lub sanitarny. 18 sierpnia 1962 roku wydano orzeczenie tymczasowe o dopuszczeniu samolot do dalszych prób fabrycznych i próbnej eksploatacji oraz do lotów reklamowych i pokazowych.
Po oblocie samolot został skierowany do eksploatacji wstępnej, odbył dziesięciodniowy rajd reklamowy na Węgry i do Rumunii, gdzie był prezentowany w październiku 1962 roku na Międzynarodowej Konferencji Fotogrametrycznej krajów RWPG w Bukareszcie, a następnie w Budapeszcie. Samolot został udostępniony do zwiedzania na płycie lotniska oraz wykonywał pokazy w locie. Zainteresowanie maszyną wykazywały Związek Radziecki i Pakistan. W listopadzie 1962 roku samolot uzyskał pozytywną opinię Komitetu Technicznego Zarządu Topograficznego Sztabu Generalnego Wojska Polskiego. W czerwcu 1963 roku wykonał lot pokazowy do Drezna i Jeny. Był eksploatowany do 1967 roku. Przeszedł przegląd w WSK Okęcie i 19 kwietnia 1967 roku wykonał swój ostatni lot na lotnisko Rakowice w Krakowie.
Obecnie MD-12F jest eksponatem w Muzeum Lotnictwa Polskiego w Krakowie, gdzie dotarł lotem w kwietniu 1967 roku. Został wpisany do zasobu muzeum pod numerem inwentarzowym MLP 118. W latach 2017–2018 egzemplarz ze zbiorów muzeum przeszedł pełną renowację i od 30 listopada 2018 roku jest prezentowany na ekspozycji zewnętrznej. Wykonanie tych prac było możliwe dzięki dofinansowaniu Ministerstwa Kultury i Dziedzictwa Narodowego, patronat medialny nad całością prac sprawowała Skrzydlata Polska.

## Katastrofa pierwszego prototypu
Problemy związane ze sterownością samolotu stwierdzono już podczas pierwszych lotów. Samolot wykazywał niepokojące oznaki polegające na drganiach usterzenia w locie poziomym. Problem pojawiał się podczas podchodzenia do lądowania, został jednak zbagatelizowany.
17 września 1963 roku pierwszy prototyp o znakach rejestracyjnych SP-PAL stracił usterzenie i wpadł w korkociąg plecowy. Wybudowaniu uległ też jeden z silników. Rozbił się o ziemię w niekontrolowanym locie na terenie wsi Bronisławów w okolicach Białobrzegów. Zginęło wówczas 5 osób będących na pokładzie – w tym dwóch pilotów doświadczalnych, którymi byli: Mieczysław Miłosz (z PZL) i Aleksander Wąsowicz (z I.L.), inżynier prowadzący próby Jerzy Żupański oraz dwoje obserwatorów doświadczalnych, którymi byli: Jerzy Hołowienko i Jadwiga Sajewska.
Powołana została komisja do zbadania przyczyn wypadku, której przewodniczył mgr inż. Tadeusz Chyliński z I.L. Szybko ustalono przyczynę katastrofy – obniżenie sztywności statecznika na skutek zmęczeniowego pęknięcia ścianki dźwigara. Wada została usunięta w dwóch pozostałych egzemplarzach.
19 września 2010 roku w miejscu katastrofy została umieszczona pamiątkowa tablica.

## Przyczyny niepowodzenia
Zasadnicze przyczyny niepowodzenia projektu MD-12 były związane z problemami technicznymi i politycznymi. Do problemów technicznych należy zaliczyć:
- brak możliwości ustawienia śmigła w chorągiewkę – co powodowało znaczną utratę zapasu stateczności kierunkowej w razie awarii skrajnego silnika,
- dość niską sprawność zespołu silnik-śmigło z uwagi na brak reduktora w silniku (śmigło o małej średnicy, szybkoobrotowe, generujące dodatkowo duży hałas),
- zbyt małe wydłużenie płata, co przy zastosowanym zespole napędowym nie pozwalało na osiągnięcie wysokiego pułapu lotu. Kwestia ta została poprawiona w MD-12F, gdzie dodano końcówki do płata powiększając rozpiętość i wydłużenie,
- błąd w konstrukcji usterzenia poziomego – co spowodowało największą w Polsce katastrofę podczas badań w locie.

Przyczyny polityczne wynikały ze zmonopolizowania rynku samolotów pasażerskich w krajach demokracji ludowej przez Związek Radziecki co spowodowało brak zainteresowania ze strony potencjalnych użytkowników – PLL LOT oraz polskiej armii. 
W lutym 1964 roku Komisja Planowania przy Radzie Ministrów podjęła decyzję o wstrzymaniu produkcji MD-12.

## Konstrukcja (MD-12P)

Silnik WN-3 eksponowany w MLP w Krakowie

Samolot pasażerski w układzie wolnonośnego dolnopłata o konstrukcji metalowej.
Skrzydło trójdzielne o obrysie prostokątno-trapezowym i dużym wzniosie. Miało w części środkowej profil NACA 23016 przechodzący w końcówce w NACA 23010. Konstrukcja skrzydła półskorupowa, jednodźwigarowa, było wyposażone w instalację przeciwoblodzeniową, lotki i klapy szczelinowe o napędzie hydraulicznym. Lotki kryte płótnem, klapy blachą. W przykadłubowej części skrzydła były zabudowane zbiorniki paliwa. Istniała możliwość demontażu zewnętrznych części skrzydeł. W centralnej części płata znajdowały się dwa elastyczne zbiorniki paliwa o łącznej pojemności 950 l.
Kadłub o przekroju owalnym o konstrukcji półskorupowej usztywnionej podłużnicami z kątowników oraz wręg o przekroju ceowym, kryty blachą duralową. Kadłub składał się z czterech części: przedniej, środkowej, dolnej oraz tylnej. W przodzie kadłuba był umieszczony bagażnik na 200 kg ładunku, dostęp do bagażnika był możliwy po otwarciu nosa kadłuba. Kabina załogi dwuosobowa, z wejściem przez kabinę pasażerską, wyposażona w dwa wolanty oraz dwie pary pedałów regulowanych w locie. W wersji pasażerskiej tablica przyrządów składała się z trzech części. Po lewej znajdowały się wskaźniki sygnalizujące położenie podwozia, klap, drzwi, bagażnika i in. Znajdowały się tu też przyrządy pokładowe: prędkościomierz, wysokościomierz, wariometr, sztuczny horyzont, zegar, radiowysokościomierz, kompas żyroskopowy, radiobusola i przyrządy do lądowania bez widoczności ziemi. W części środkowej były umieszczone przyrządy kontrolujące pracę silników oraz paliwomierze i in. Po prawej stronie tablicy przyrządów znajdowały się wskaźniki i wyłączniki instalacji elektrycznych. Pomiędzy fotelami pilotów znajdowały się dźwignie sterowania silnikami, klapami, podwoziem, skokiem śmigieł i in. oraz awaryjne pompy paliwowe i pneumatyczna. Busola magnetyczna była umieszczona przed szybą przednią. Piloci mieli do dyspozycji radiostację krótkofalową oraz UKF. Kabina pasażerska wyposażona w 20 foteli umieszczonych w trzech rzędach (w układzie 2+1) z przejściem wzdłuż kabiny. Za kabiną pasażerską znajdowała się toaleta. Drzwi wejściowe do kabiny pasażerskiej znajdowały się z prawej strony kadłuba. Jako wyjścia awaryjne służyły przednie okna w kabinie pasażerskiej oraz właz w suficie kabiny pilotów.
Usterzenie wolnonośne, półskorupowe, o obrysie trapezowym i konstrukcji metalowej. Wyposażone w instalację odladzającą. Stateczniki jednodźwigarowe o konstrukcji półskorupowej, kryte blachą. Stery o konstrukcji jednodźwigarowej i pokryciu płóciennym. Wyważenie sterów masowe i aerodynamiczne, z zastosowaniem kompensacji osiowej.
Podwozie trójkołowe z kółkiem przednim, chowane w locie. Koło przednie podwójne o wymiarach 480 x 200 mm, samonastawne, z tłumikiem drgań, chowane do tyłu. Koła główne podwójne o wymiarach 600 x 180 mm, chowane do przodu w gondole silników wewnętrznych, wyposażone w hamulce pneumatyczne. Amortyzatory podwozia głównego olejowo-pneumatyczne, pracujące tylko na ściskanie. Wciąganie i wypuszczanie podwozia przy pomocy instalacji hydraulicznej. Rozstaw podwozia głównego wynosił 4,74 m, odstęp osi przedniej od osi kół głównych 5,03 m. Pokrywy komór podwozia zamykały się i otwierały pod wpływem ruchu goleni. Podwozie umożliwiało starty i lądowania na lotniskach o nawierzchni trawiastej.
Napęd – cztery silniki gwiazdowe, siedmiocylindrowe WN-3C o mocy startowej 330 kM (244 kW) i mocy trwałej 283 KM. Osłonięte dwuczęściowymi osłonami z pierścieniami NACA, wyposażone w instalację przeciwoblodzeniową. Napędzały przestawialne dwułopatowe śmigła drewniane WR-1A, o zmiennym skoku i średnicy 2,2 m. Rozruch silników następował z użyciem sprężonego powietrza, były wyposażone w instalację przeciwpożarową. Każdy z silników był wyposażony w zbiornik oleju o pojemności 15 l, zużycie paliwa przy prędkości przelotowej wynosiło 240 l/h. Odprowadzenie spalin rurami wydechowymi umiejscowionymi nad płatem w specjalnych kanałach.

## Malowanie

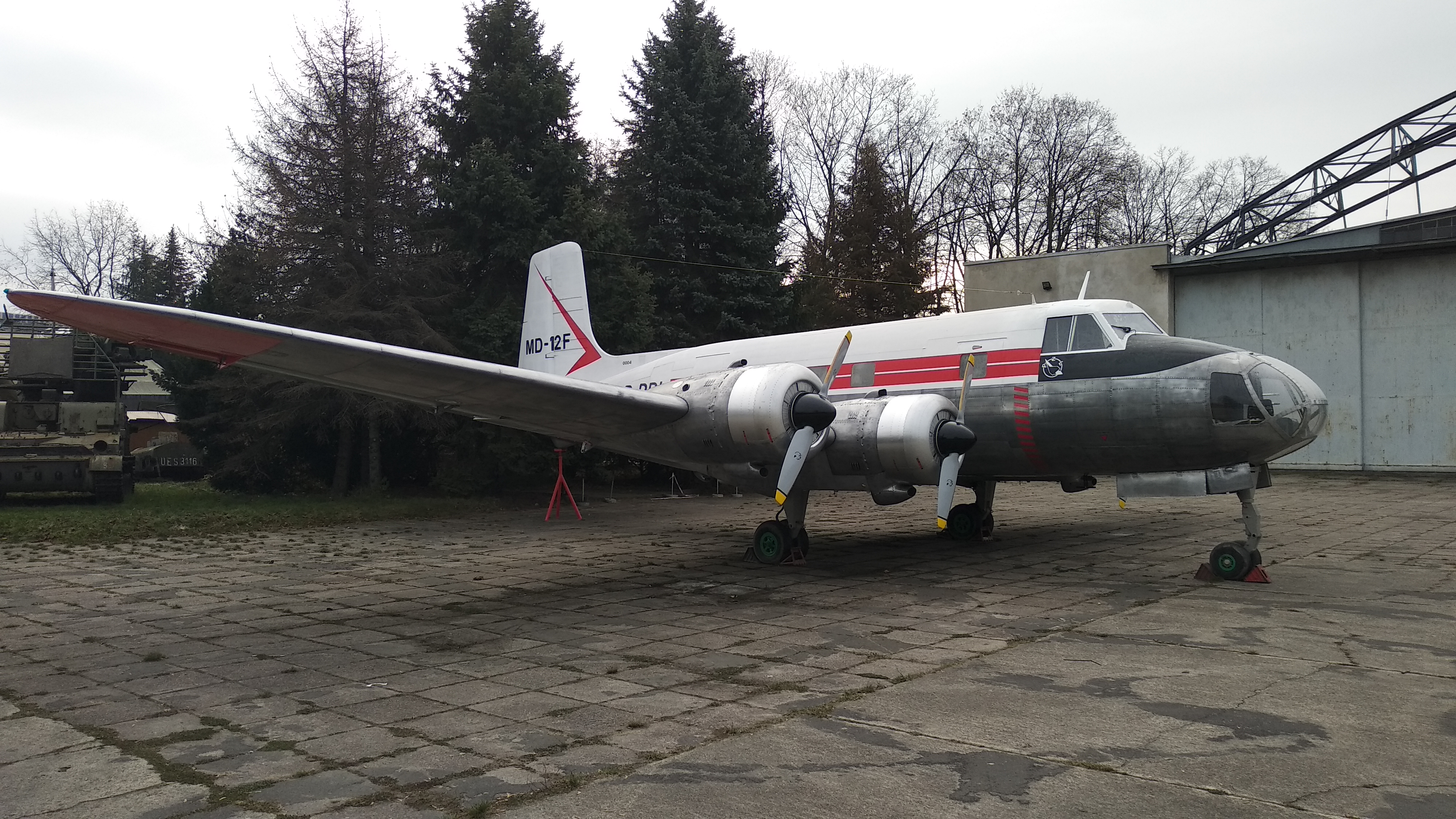
MD-12F po rewitalizacji

Pierwszy prototyp pozostał w kolorze naturalnego duraluminium, jedynie poniżej okien namalowano jasnoniebieski pas biegnący przez cały kadłub i napis MD-12 na stateczniku pionowym. Drugi prototyp miał dół kadłuba, skrzydła, gondole silników oraz usterzenie w kolorze naturalnego aluminium. Pokrywa przedniego bagażnika była pomalowana na kolor srebrny matowy, grzbiet kadłuba i usterzenie było pomalowane na biało. Wzdłuż kadłuba, na wysokości okien, i na stateczniku pionowym biegł pas złożony z niebieskich i czarnych pasków. Na górnej części statecznika pionowego znajdowało się stylizowane skrzydło żurawia. Kadłub przed kabiną pilotów, dach kabiny pilotów, kołpaki śmigieł i śmigła oraz znaki rejestracyjne były malowane na czarno. Poniżej kabiny pilotów znajdował się napis MD-12 w kolorze czerwono-czarnym. Samolot fotogrametryczny miał pomalowany na czerwono dach kadłuba, czerwony pas poniżej okien, czarny nos przed kabiną pilotów oraz strzałę i napis MD-12F na stateczniku pionowym. Poniżej kabiny pilota na obu stronach kadłuba było umieszczone logo zakładów PZL.
Autorem projektu malowania wersji pasażerskiej był Jerzy Misztal, jeden z pracowników zespołu konstrukcyjnego.
Egzemplarz znajdujący się w zasobie Muzeum Lotnictwa Polskiego w Krakowie został po rewitalizacji przywrócony do oryginalnego malowania i jest prezentowany na ekspozycji zewnętrznej.